# Lopata (přírodní rezervace)
Lopata je přírodní rezervace rozkládající se kolem stejnojmenného hradu severně od obce Milínov v okrese Plzeň-jih. Oblast spravuje Krajský úřad Plzeňského kraje. Důvodem ochrany je zachování zbytků přirozených lesních ekosystémů, zejména lipových javořin.